# Aeroportul Amanab
Aeroportul Amanab (IATA: AMU, ICAO: AYAM) este un aeroport din Sandaun Province⁠(d), Papua Noua Guinee.
aeroportul dispune de o singură pistă.